# Communauté de communes du Bassin de Pompey
Die Communauté de communes du Bassin de Pompey (CCBP) ist ein französischer Gemeindeverband mit der Rechtsform einer Communauté de communes im Département Meurthe-et-Moselle in der Region Grand Est. Sie wurde am 29. Dezember 1994 gegründet und umfasst 13 Gemeinden. Der Verwaltungssitz befindet sich in Pompey.

## Mitgliedsgemeinden
| Gemeinde                                   | Einwohner 1. Januar 2022 | Fläche km² | Dichte Einw./km² | Code INSEE | Postleitzahl |
| ------------------------------------------ | ------------------------ | ---------- | ---------------- | ---------- | ------------ |
| Bouxières-aux-Dames                        | 4.122                    | 4,11       | 1.003            | 54090      | 54136        |
| Champigneulles                             | 6.588                    | 23,99      | 275              | 54115      | 54250        |
| Custines                                   | 3.095                    | 11,76      | 263              | 54150      | 54670        |
| Faulx                                      | 1.391                    | 17,20      | 81               | 54188      | 54760        |
| Frouard                                    | 6.480                    | 12,96      | 500              | 54215      | 54390        |
| Lay-Saint-Christophe                       | 2.367                    | 11,59      | 204              | 54305      | 54690        |
| Liverdun                                   | 5.656                    | 25,23      | 224              | 54318      | 54460        |
| Malleloy                                   | 986                      | 4,06       | 243              | 54338      | 54670        |
| Marbache                                   | 1.671                    | 10,63      | 157              | 54351      | 54820        |
| Millery                                    | 597                      | 7,48       | 80               | 54369      | 54670        |
| Montenoy                                   | 401                      | 3,98       | 101              | 54376      | 54760        |
| Pompey                                     | 4.815                    | 8,13       | 592              | 54430      | 54340        |
| Saizerais                                  | 1.457                    | 14,44      | 101              | 54490      | 54380        |
| Communauté de communes du Bassin de Pompey | 39.626                   | 155,56     | 255              | –          | –            |